# Robo del Niño Jesús

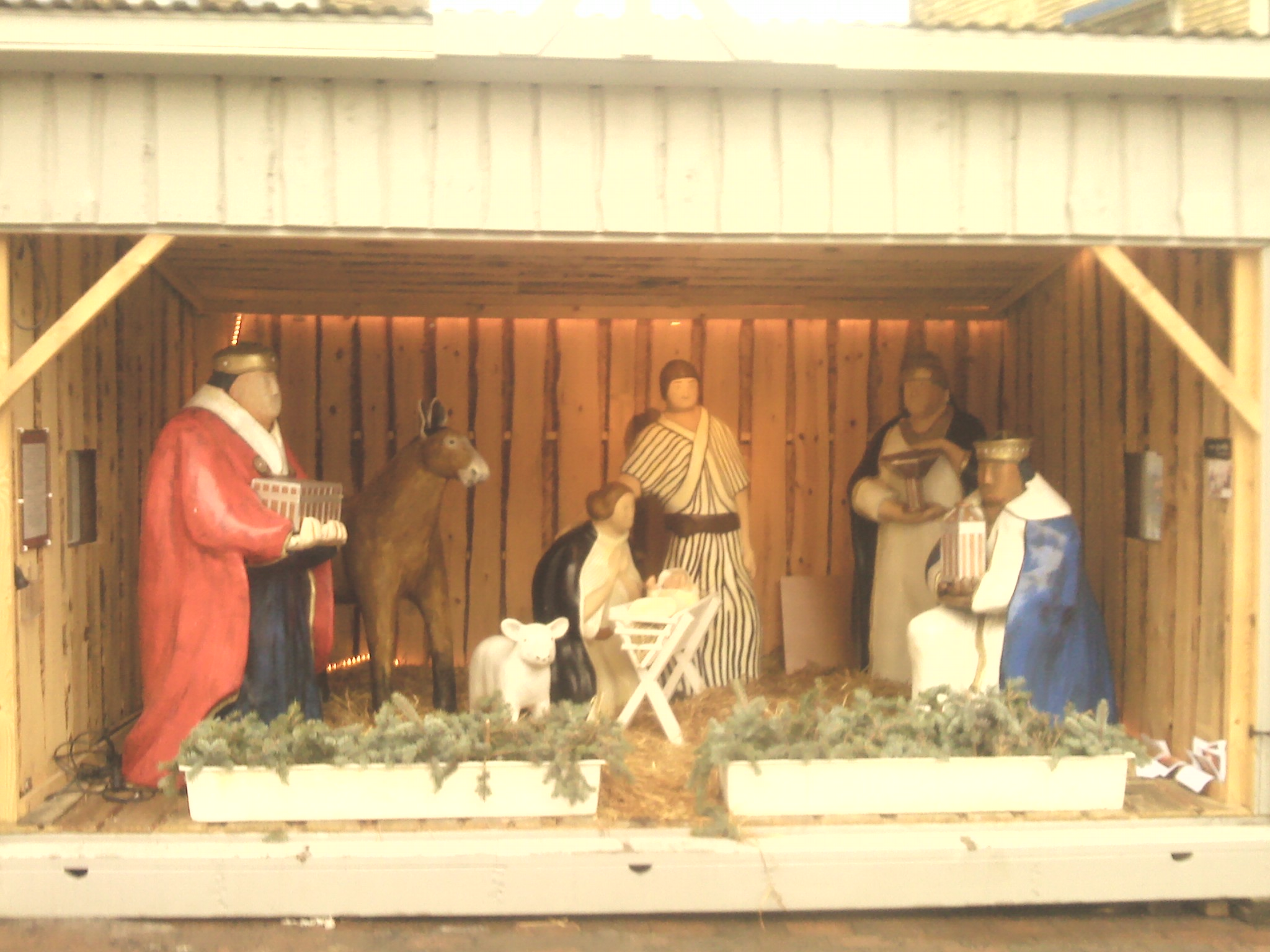
La estatua del Niño Jesús ha sido robada a menudo de este belén al aire libre en Jönköping, Suecia.

El robo del Niño Jesús es el robo de figurillas de plástico o cerámica del Niño Jesús de exhibiciones de natividad públicas y privadas al aire libre durante la temporada navideña. Es una "práctica duradera (e ilegal)", según la periodista del New York Times Katie Rogers, "que se cree que es parte de una tradición anual, a menudo llevada a cabo por adolescentes aburridos que buscan una broma fácil". La prevalencia de tales robos ha provocado que los propietarios de los pesebres al aire libre protejan su propiedad con dispositivos GPS, cámaras de vigilancia u otros medios. 

## Incidentes
Docenas de comunidades en todo Estados Unidos han sufrido robos de figurillas del Niño Jesús y, en algunos casos, belenes enteros, informa el periodista Daniel Nasaw para el periódico británicoThe Guardian. Observa que no está claro si ese robo va en aumento, ya que la policía federal no lo rastrea.
En 2008, un Niño Jesús fue robado de la Primera Iglesia Metodista Unida en Kittanning, Pensilvania, y reemplazado por una calabaza, y, en Eureka Springs, Arkansas, un ladrón no solo robó al Niño Jesús de una exhibición pública sino que se fugó con el bloque de concreto, y una cadena que se suponía que actuaba como elemento disuasorio. Algunas comunidades sufren repetidos robos del Niño Jesús. Un Niño Jesús fue robado en diciembre de 2008 de una exhibición en la ciudad de Stony Point, Nueva York. Un funcionario de la ciudad comentó: "Si alguien lo hizo como una broma, no lo encuentro divertido". La natividad había sido objeto de vandalismo el año anterior, y una menorá junto a ella había sido derribada y rota.
Durante algunas Navidades de la primera década del siglo XXI, la estatua del Niño Jesús a menudo fue robada del belén al aire libre en Jönköping en Suecia, una vez arrojada al lago cercano de Vättern. Esto ha llevado a que el belén, parecido a un establo de madera, se cierre por las noches.
En diciembre de 2015, se robaron hasta cinco estatuas del Niño Jesús del césped de las iglesias en el norte de Nueva Jersey.
Algunas figurillas han sido desfiguradas con blasfemias o símbolos satánicos. En diciembre de 2008, por ejemplo, un Niño Jesús de fibra de vidrio valorado en 375 dólares fue robado de un parque de Eureka Springs, Arkansas, y luego recuperado, pero había sido desfigurado por insultos raciales, una esvástica y un bigote de Hitler. Los ojos también estaban desmayados y se habían roto pedazos, lo que lo dañó irreparablemente.
En su autobiografía, The Long Hard Road Out Of Hell, Marilyn Manson admitió haber hecho una broma en la que él y algunos amigos robaron estatuillas de Jesús y luego las reemplazaron con jamones. Enviaron un comunicado a un periódico haciéndose pasar por un grupo radical negro diciendo que se trataba de una protesta contra "la plastificación de la sabiduría del negro con la llamada 'Navidad blanca'".

## Medidas de seguridad
Algunos propietarios de exhibiciones de pesebres han tomado medidas para proteger su propiedad contra posibles ladrones. Otros son reacios a ejercer tal vigilancia. Un hombre en el estado de Indiana que sufrió la pérdida de su figurilla del Niño Jesús rechazó las sugerencias de asegurar las figurillas en su porche porque "eso sería como poner a Jesús en la cárcel". Las medidas de seguridad tradicionales no siempre son infalibles. El Niño Jesús atado a la Guardería Nacional de Navidad en Independence Hall desapareció en unos días.
Algunas comunidades, iglesias y ciudadanos están empleando tecnología electrónica para proteger su propiedad. Una familia de Texas, por ejemplo, colocó cámaras de vigilancia en su jardín y descubrió a una adolescente robando su figurita del Niño Jesús, valorada en casi 500 dólares. En 2008, un distribuidor de dispositivos de seguridad ofreció sus cámaras de vigilancia y dispositivos GPS a 200 instituciones religiosas sin fines de lucro por un mes de uso gratis. La protección GPS ha tenido cierto éxito. En un caso, después de que un belén de cerámica de tamaño natural desapareciera del césped de un centro comunitario en Wellington, Florida, los agentes del alguacil lo rastrearon hasta un apartamento donde se encontró boca abajo sobre una alfombra. Se detuvo a una mujer de 18 años.

## Perspectivas
Si bien los robos del Niño Jesús se consideran en gran medida bromas, se distinguen por la participación de un ícono religioso. "Creen que es una broma, pero no es una broma para algunas de estas personas", dijo el cabo de la policía estatal de Pensilvania Paul Romanic al periódico The Morning Call, en relación con un incidente en el que se encontraron diez figuras de la escena del nacimiento en un patio después siendo robado de todo el condado de Bucks, Pensilvania. "Además, está mal robar al niño Jesús".
Algunos se han preguntado si detrás de los robos se esconde un sentimiento anticristiano . El abogado Mike Johnson de Alliance Defending Freedom (anteriormente Alliance Defense Fund), un grupo legal cristiano, declaró: "Sospecho que la mayoría son bromas infantiles. Claramente, hay adultos con una agenda para sacar a Cristo de la Navidad. Pero tienden a ocuparse de los tribunales y la sala de audiencias de la opinión pública". Stephen Nissenbaum, autor de The Battle for Christmas y profesor jubilado, considera que el robo del Niño Jesús no es ni un vandalismo inocente ni un crimen de odio religioso. Nissenbaum escribe que, "Lo que significa es que está bien ir por ahí violando incluso normas bastante importantes, siempre y cuando no se haga un daño humano real. No es exactamente una devaluación del cristianismo, pero es una especie de desafío ritual. Podrían ser niños cristianos haciéndolo — y el 2 de enero volverán a ser buenos cristianos". 
El historiador Daniel Silliman ha argumentado que, cualquiera que sea la intención de los ladrones, el acto pone la cultura navideña bajo una luz diferente. "Los ladrones del Niño Jesús literalmente sacan al Cristo de la Navidad", escribe Silliman. "Cuando lo hacen, se hace evidente que el objeto sagrado también es una propiedad, amparada por la ley que protege la propiedad y todo este aparato que defiende la Navidad: vallas y luces, dispositivos de rastreo y empresas de seguridad privada, patrullas policiales y juzgados. La comercialización de la Navidad es visible aquí de una manera que podría no serlo de otra manera. Ese es el poder de la broma".

## En drama
En "The Big Little Jesus", el episodio del 24 de diciembre de 1953 de la serie de televisión Dragnet, Sgts. Friday y Smith están llamados a investigar el robo de un Niño Jesús de un pesebre de la iglesia en Nochebuena. Incapaces de resolver el crimen, los oficiales le dicen al sacerdote que la misa debe celebrarse sin el Niño Jesús. La figura se restaura cuando llega un niño con ella en un carro. Les dice a los oficiales que había prometido que si compraba una carreta para Navidad, el Niño Jesús tendría el primer viaje. Este episodio fue rehecho cuando Dragnet pasó a colorear en 1967 titulado "The Christmas Story". 

## Otras lecturas
- Bryant, John R.; Cloud, Olivia M. (2006). «Have You Seen Jesus?». Joy to the World: Inspirational Christmas Messages from America's Preachers. New York, NY: Atria Books, (Simon and Schuster). pp. 62–66. ISBN 1-4165-4000-8. Consultado el 20 de febrero de 2009.
- Mucha, Peter (27 de diciembre de 2008). «Baby Jesus thefts seem to be epidemic». Kansas City Star. p. A9.
- «GPS technology protecting Baby Jesus». Daily Reporter. 3 de diciembre de 2010. (enlace roto disponible en Internet Archive; véase el historial, la primera versión y la última).
- Dwyer, Devin (13 de diciembre de 2010). «Nativity Scene Thefts Holiday Tradition, Police Say». ABC News.

- Datos: Q4838345